# Archiacasta hainanensis
Archiacasta hainanensis is een zeepokkensoort uit de familie van de Balanidae.